# Botó d'opció

El botó d'opció, o botó de ràdio, permet seleccionar una d'un conjunt d'opcions, excloent totes les altres.

Un botó d'opció (en anglès radiobutton) és un tipus de giny d'interfície gràfica d'usuari que permet a l'usuari triar una d'un conjunt predefinit d'opcions. Els botons d'opció s'arreglen en grups de dos o més i es mostren a la pantalla com, per exemple, una llista de forats circulars que poden contenir un espai blanc (per l'opció de "no seleccionat") o un punt (per a l'opció de "seleccionat"). Adjacent a cada botó d'opció normalment es mostra un text que descriu l'opció que representa el botó d'opció. Quan l'usuari selecciona un botó d'opció, qualsevol botó d'opció prèviament seleccionat en el mateix grup queda desmarcat. Un botó d'opció se selecciona fent clic al ratolí sobre l'opció o sobre el text, o bé usant una drecera de teclat.
Els botons d'opció (botons de ràdio) es diuen així en referència als botons físics que s'usen en els aparells de ràdio per seleccionar estacions preajustades - quan es pressiona un dels botons, els altres botons salten.
És possible que, inicialment, cap dels botons d'opció en un grup estigui seleccionat. Aquest estat no es pot restaurar interaccionant amb el giny del botó d'opció (però és possible a través d'altres elements de la interfície d'usuari).
Un aspecte interessant dels botons d'opció, quan s'utilitzen en un formulari HTML, és que si no es marca cap botó en un grup, llavors no es passa cap parell nom-valor quan s'envia el formulari. Per exemple, per a un grup de botons d'opció anomenat Sexe, amb les opcions de Masculí i Femení, la variable Sexe no passaria, ni tan sols amb un valor en blanc.